# 2024년 하계 올림픽 보스니아 헤르체고비나 선수단
2024년 하계 올림픽 보스니아 헤르체고비나 선수단은 2024년 7월 26일부터 8월 11일까지 프랑스 파리에서 열린 2024년 하계 올림픽에 참가한 올림픽 보스니아 헤르체고비나 선수단이다.
이는 독립 국가로서 9회 연속 하계 올림픽에 출전하는 국가가 된다.

## 출전 선수
| 종목 | 남자 | 여자 | 전체 |
| ---- | ---- | ---- | ---- |
| 수영 | 1    | 1    | 2    |
| 유도 | 0    | 2    | 2    |
| 육상 | 1    | 0    | 1    |
| 전체 | 2    | 3    | 5    |

## 매달 집계
| 종목 | 1 | 2 | 3 | 합계 |
| 종목 | ' | ' | ' | '    |
| 종목 | ' | ' | ' | '    |
| 종목 | ' | ' | ' | '    |
| 합계 | ' | ' | ' | '    |

## 같이 보기
- 2024년 하계 올림픽